# ヤコポ・バッサーノ
ヤコポ・バッサーノ（伊: Jacopo Bassano, 1510年頃-1592年2月14日）は、イタリアルネサンス期のヴェネツィア派の画家である。ヤコポ・ダル・ポンテ（Jacopo dal Ponte）の名でも知られる。主に風景や風俗画を含む宗教画を描き、動物や夜想画を描いたバッサーノの絵画はヴェネツィアで非常に人気があった。4人の息子、フランチェスコ・バッサーノ、ジョヴァンニ・バッティスタ・バッサーノ、レアンドロ・バッサーノ、およびジローラモ・バッサーノも画家となった。

## 生涯

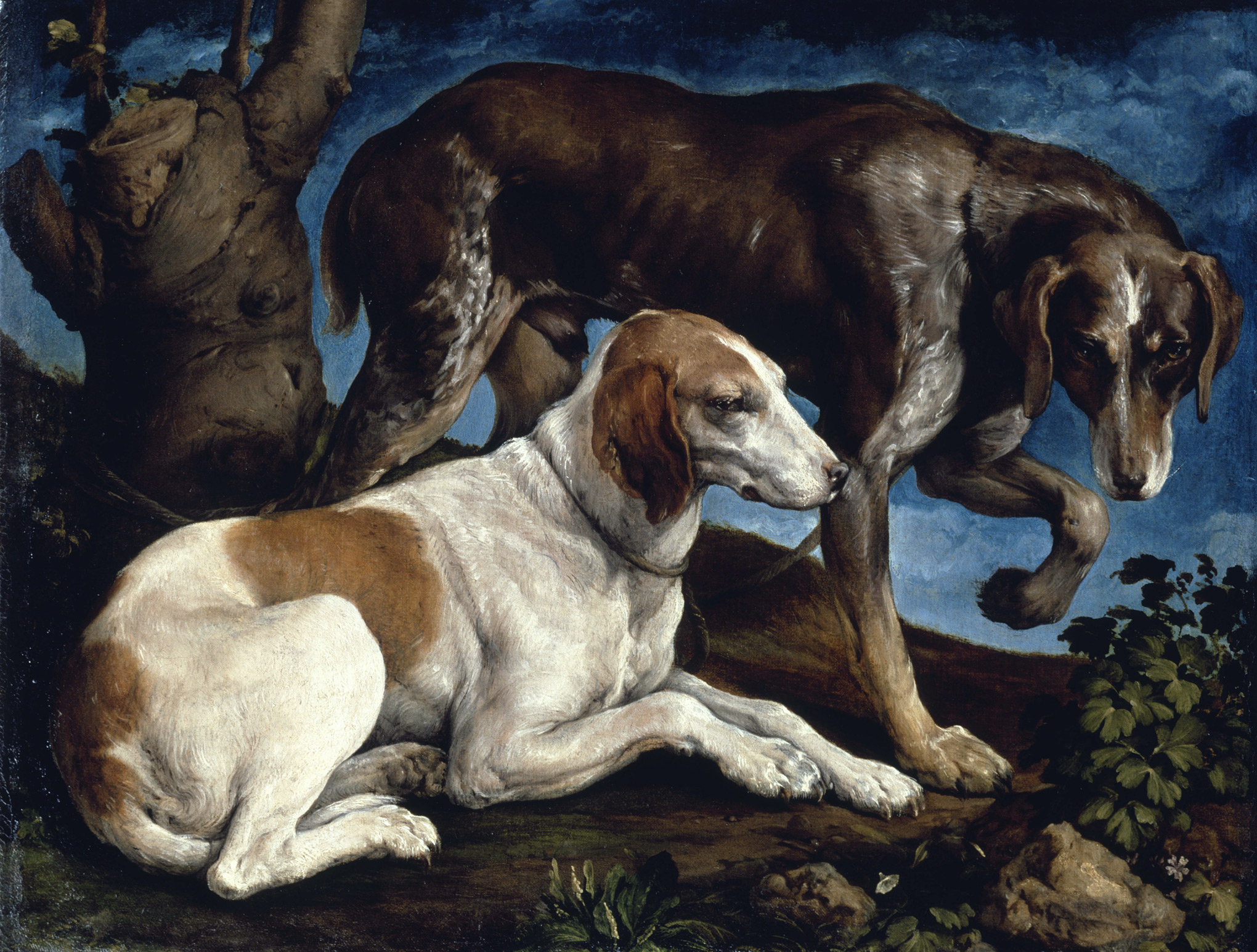
1548年の絵画『切り株につながれた2頭の猟犬』。ルーヴル美術館所蔵。

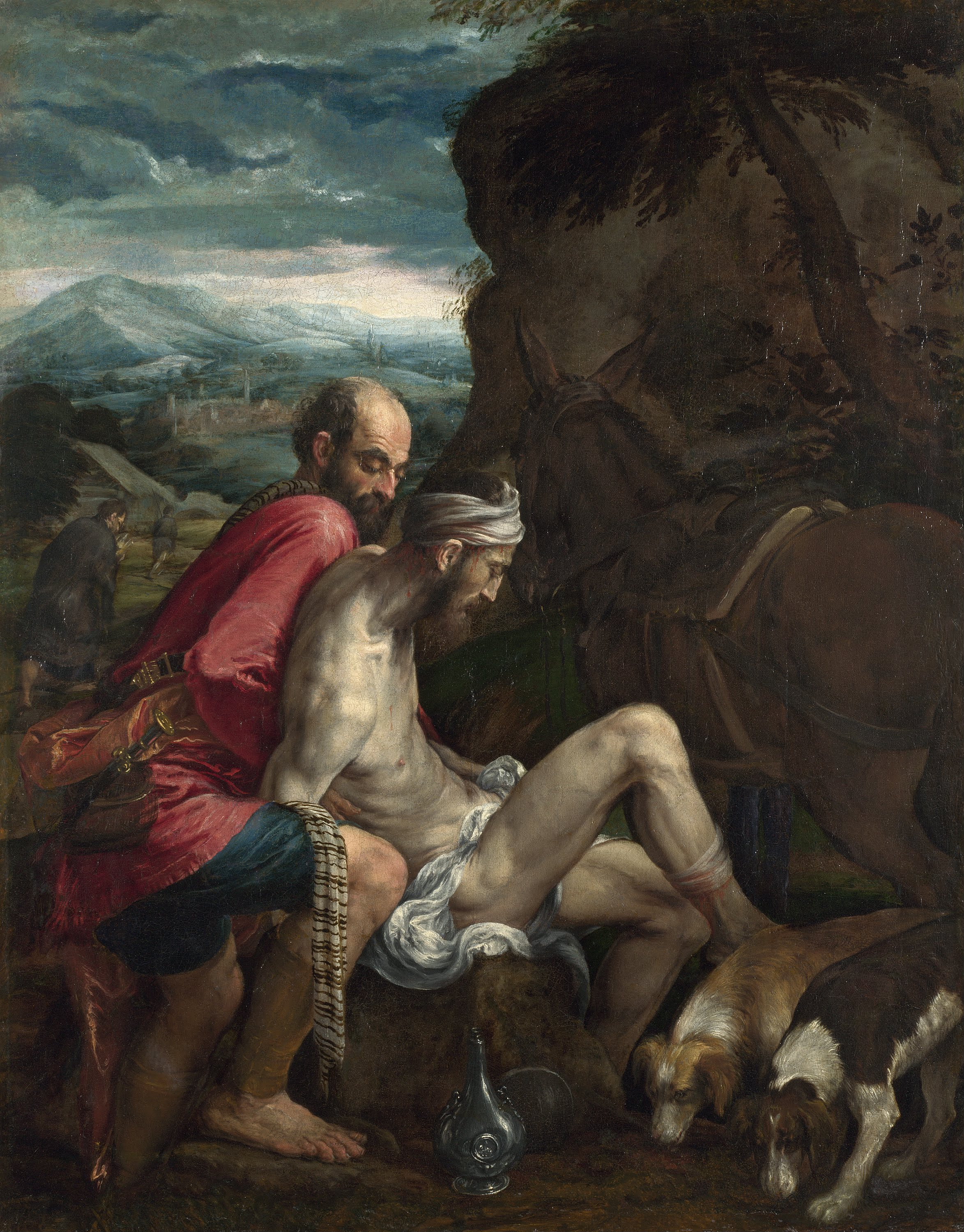
1562年から1563年頃の絵画『善きサマリア人のたとえ』。ロンドン・ナショナル・ギャラリー所蔵。

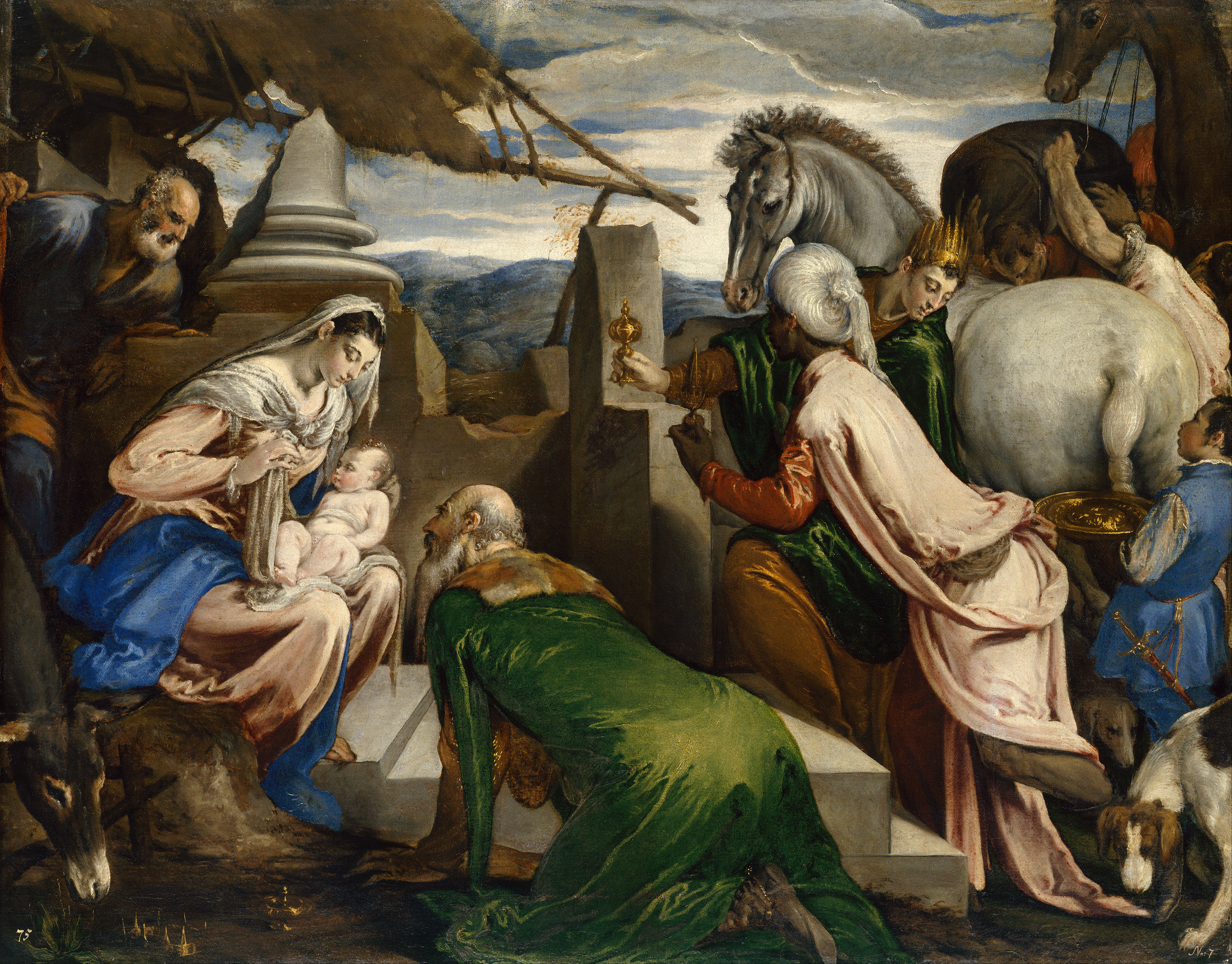
1563年から1564年頃の絵画『三博士の礼拝』。美術史美術館所蔵。

ヤコポ・バッサーノは1510年頃、ヴェネツィアから約65キロ離れたバッサーノ・デル・グラッパの町で生まれた。姓のバッサーノは生まれ故郷の地名に由来する。父フランチェスコ・バッサーノ・イル・ヴェッキオは主に同地の様式で宗教的な絵画を制作する家族の工房を設立した、地元で成功した画家であった。若い頃、バッサーノは父親の工房で見習いとして修業したのち、1530年代にヴェネツィアに赴いた。ヴェネツィアでは画家ボニファーツィオ・ヴェロネーゼに師事し、ティツィアーノ・ヴェチェッリオやイル・ポルデノーネなどの有名な芸術家に触れた。1539年に父が亡くなった後、彼はバッサーノ・デル・グラッパに戻り、1546年に地元の女性エリザベッタ・メルツァーリ（Elisabetta Merzari）と結婚して故郷に永住した。バッサーノは父が経営していた工房を引き継ぎ、やがて彼の4人の息子たちフランチェスコ、ジョヴァンニ、レアンドロ、ジローラモも工房で働く画家として成長し、様式および主題においてバッサーノに忠実に従った。1592年のバッサーノの死後、息子たちはバッサーノの様式で数多くの作品を制作し続けたため、後の美術史家がどの作品をバッサーノ自身ないし彼の息子たちが制作したかを確認し区別するのを困難にした。
ヤコポ・バッサーノは居心地の良い故郷を去ったことに嫌気が差していたにもかかわらず、アルブレヒト・デューラー、パルミジャニーノ、ティントレット、ラファエロ・サンツィオを含む多様な芸術的影響を自身の作品に組み込む才能によって、ルネサンス期の仲間の芸術家たちの間で他に類を見ない画家と見なされていた。バッサーノは彼らの版画を見ることで、その芸術を学んだと信じられている。

## 作品
バッサーノが同時代の他の芸術家から様式的特徴を試行し吸収する能力は、彼の芸術に見られる4つの異なる時期から明らかである。それぞれの時代は自身の美的感性を芸術家仲間の様式と調和させる彼の努力を示している。

### 初期
初期の作品は1530年代以降である。師ボニファーツィオはティツィアーノの作品に対する永続的な理解を若いバッサーノに伝えた。その影響は初期の作品にはっきりと見られる。バッサーノの初期の絵画、特に地元の教会のために委託された『エマオの晩餐』（Supper at Emmaus, 1538年）では、ティツィアーノの初期の作品に見る鮮やかな色彩に対する生涯を通じた執着が見て取れる。この作品ではバッサーノは人物を周囲の環境と区別するのに便利な明るく豊富な色でキャンバスを満たしている。彼はキリストの姿を場面の後ろに配置して、周囲の使徒たちに構成上より重要な役割を持たせることで、同時代の絵画的慣行から脱却している。彼らはまたその衣装でユニークである。多くのルネサンスの芸術家が古典的な古代ローマのファッションと見なした、垂れ下がった衣装の代わりに、バッサーノは16世紀の衣装を人物に着せることを選択した。この作品のディテールは最もよく議論される側面である。多くの美術史家にとって、彼がテーブルに置いた種々の食物、横になっている犬、椅子の周りをこっそり歩く猫、そして多数の二次的な登場人物は、同時代の様式的慣習に頼るのではなくバッサーノの人生から引き出した実践の証である。

### マニエリスム
バッサーノの作品『最後の晩餐』（Last Supper, 1542年）は、イタリア美術におけるマニエリスムへの新しい関心を示している。作品の中でバッサーノはデューラーの版画とラファエロの絵画に関連する影響を表現している。これは特に主題の非常に熱を帯びた感情と人物像の動的で高度に様式化された姿勢によって表される。彼がマニエリスムの高度に発達したデザインの要素に傾倒していたことは、キャンバスのディテールごとに鑑賞者の目を引くアクティブな構成を作り出す注意深い配置と「人物」の特徴から明らかである。より安定した以前の人物像と比較して『最後の晩餐』の人物像は初期の作品のぎこちない古びた姿勢ではなく、肌が皮膚の下の筋肉と腱を示唆しており、生きているように見える。
バッサーノは1550年代から1570年代頃に照明および主題の面で試行を始めた。画家が人工照明で夜の風景を描いたのはこの時期である。バッサーノは「夜想画」を描いた最初期の芸術家の1人として知られるが、このタイプの絵画は地元で非常に人気があり高く評価された。バッサーノはまた作品の中で彼の父親と彼の環境の一部の両方によって描かれた牧歌的な要素をより顕著に際立たせ始めた。ルネッサンス期のバッサーノと同等の芸術家が行ったように、古典的なローマの設定で宗教的場面を配置するのではなく、人物をより自然な風景の中に配置して、木々や花々を人物の姿と同じように注意深く描写した。

## ギャラリー

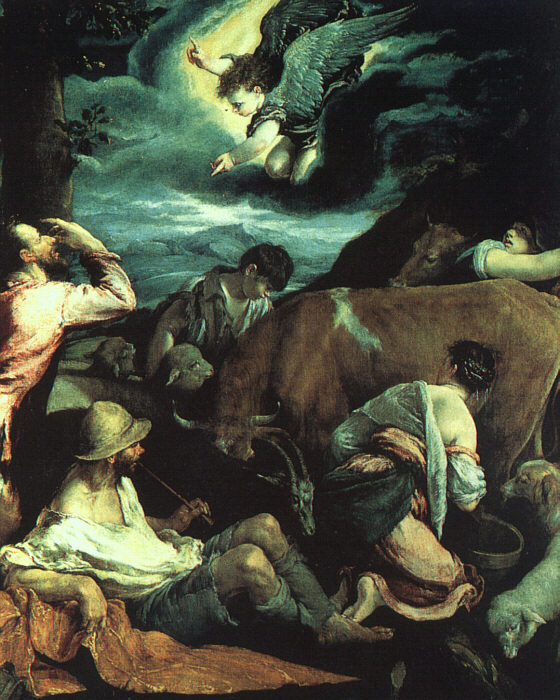
『羊飼いへの受胎告知』1533年 ビーバー城（英語版）所蔵
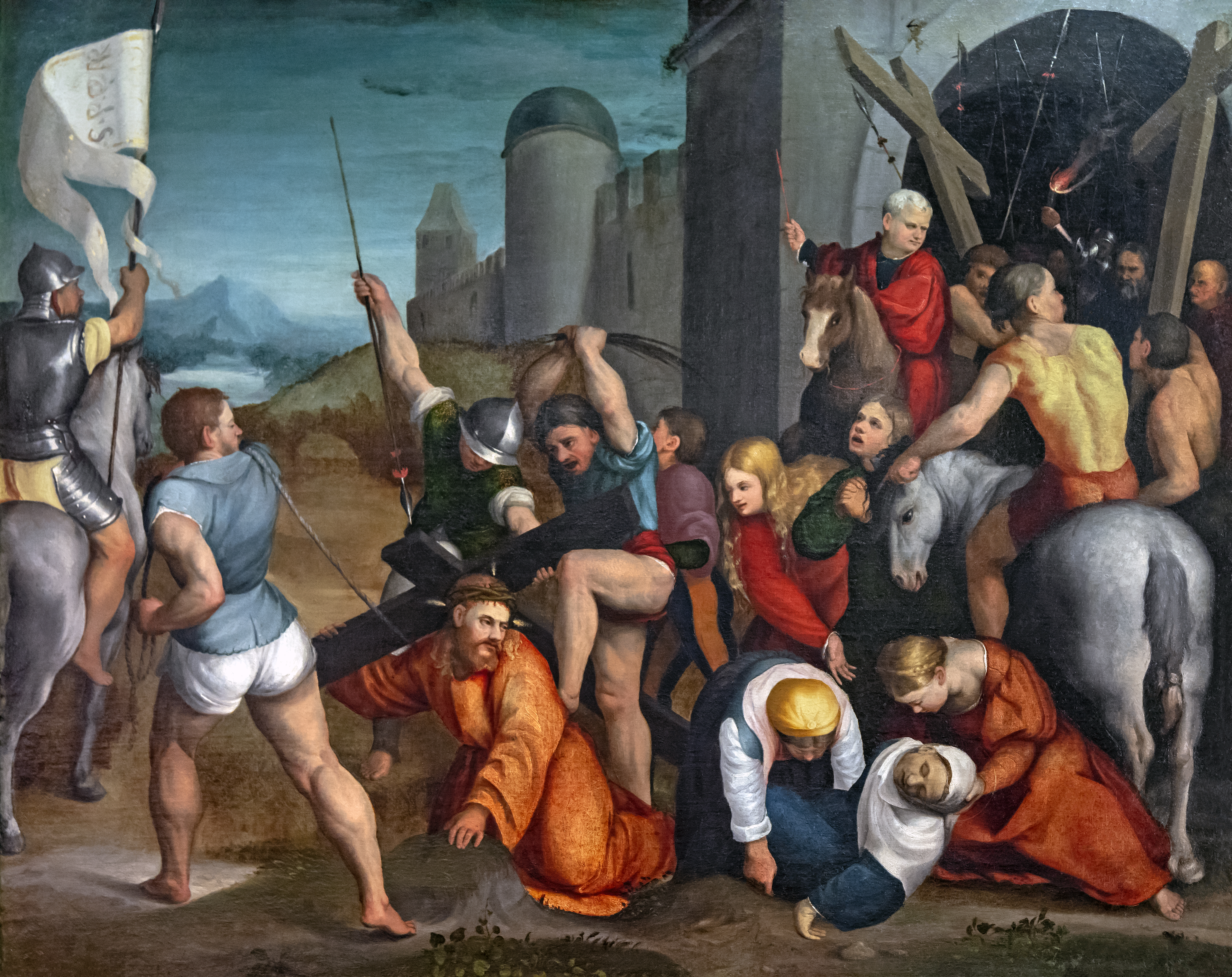
『ゴルゴダへの道』1535年-1538年 アセザ館（英語版）所蔵
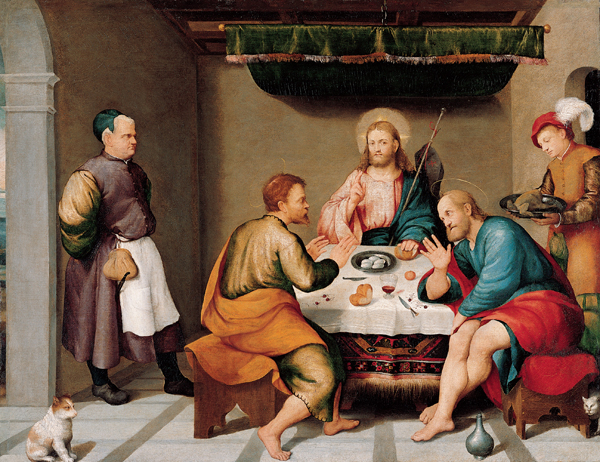
『エマオの晩餐』1538年 キンベル美術館所蔵
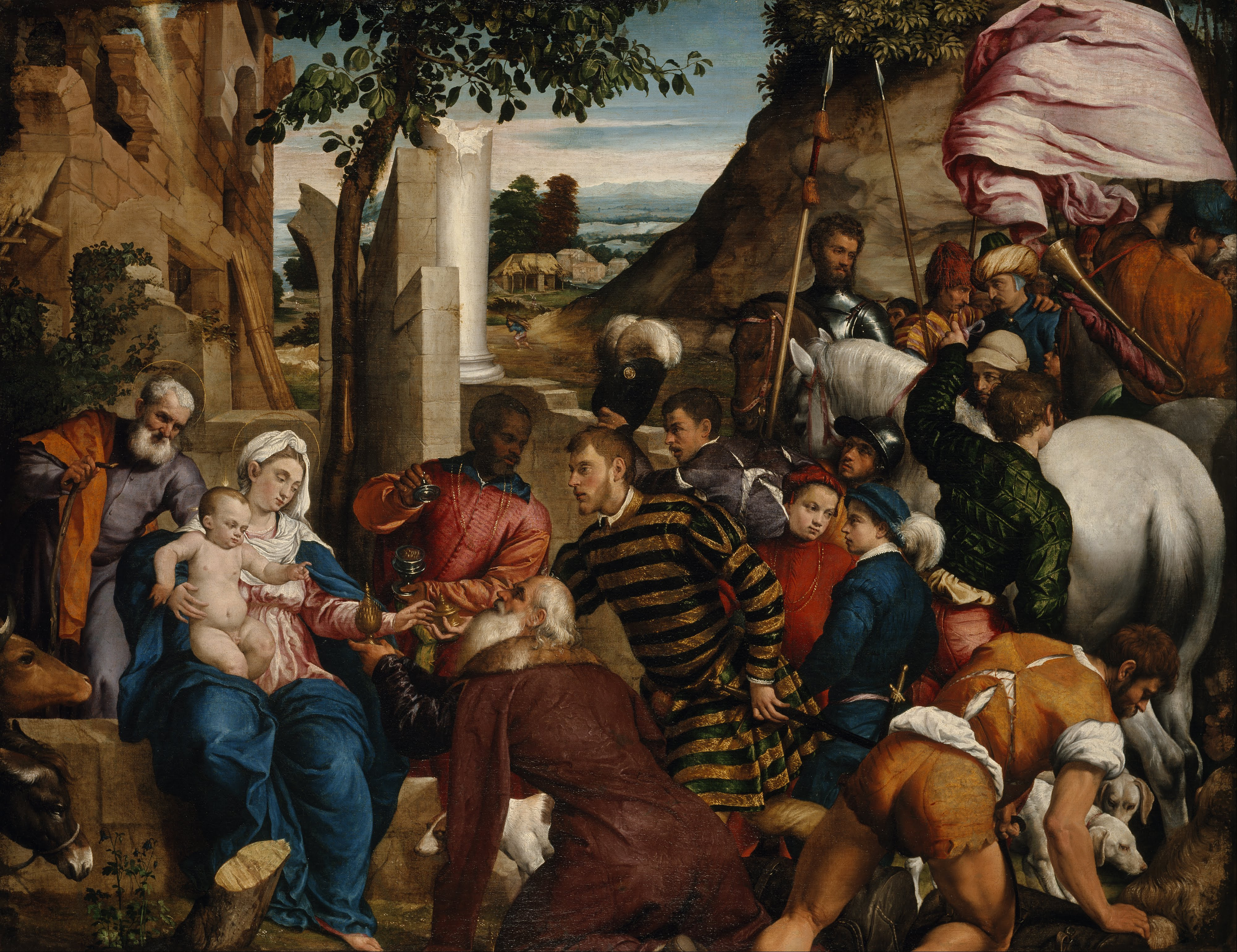
『三博士の礼拝』 1540年代初頭 スコットランド国立美術館所蔵
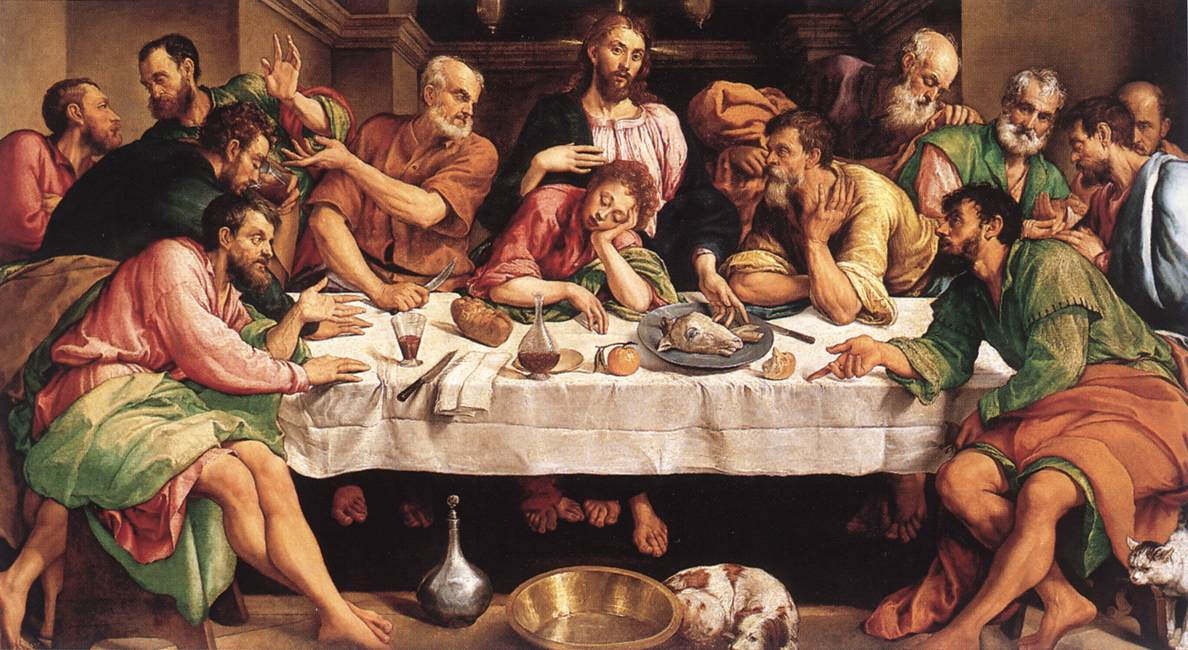
『最後の晩餐』1542年 ボルゲーゼ美術館所蔵
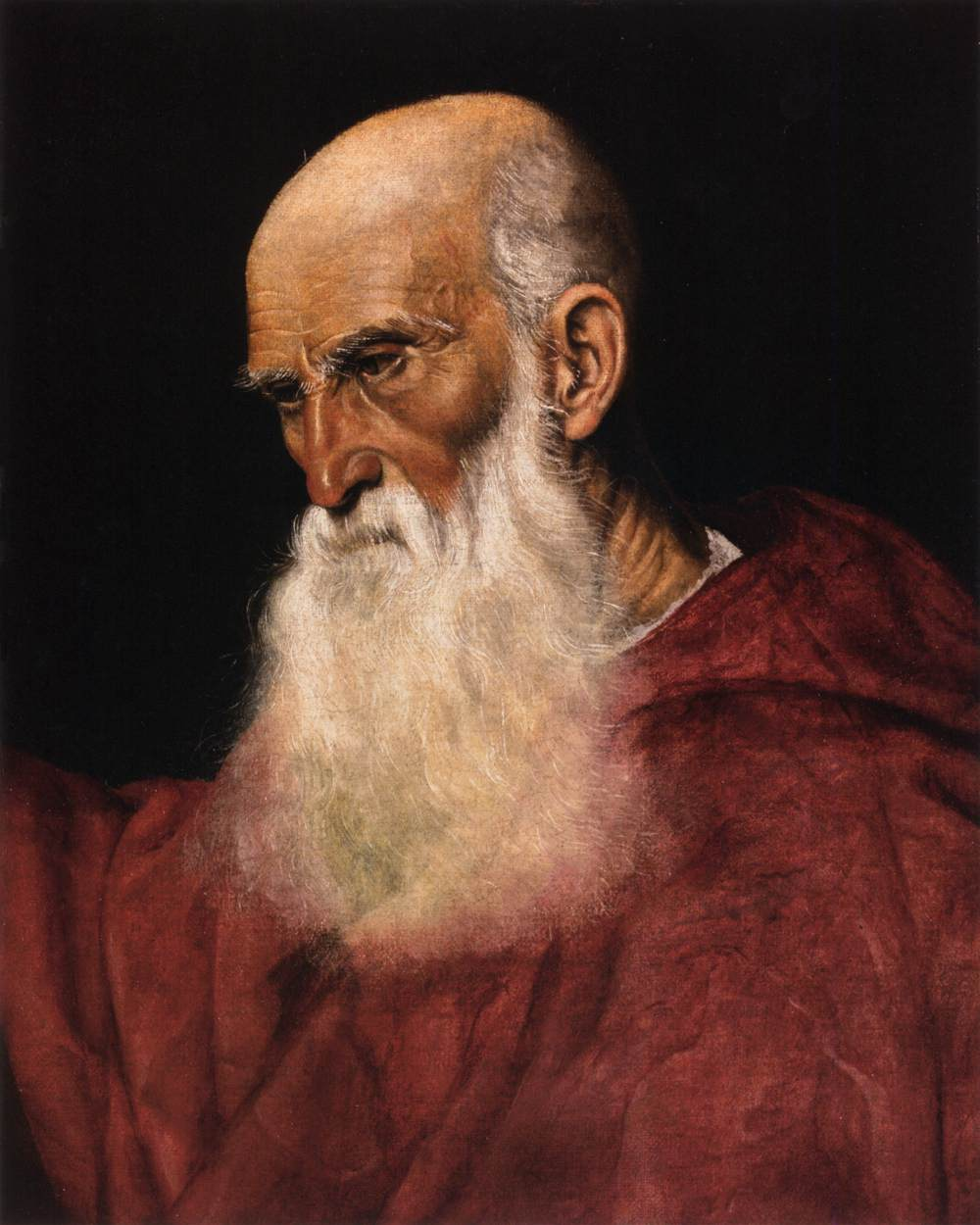
『枢機卿の肖像』1545年頃 ブダペスト国立西洋美術館所蔵
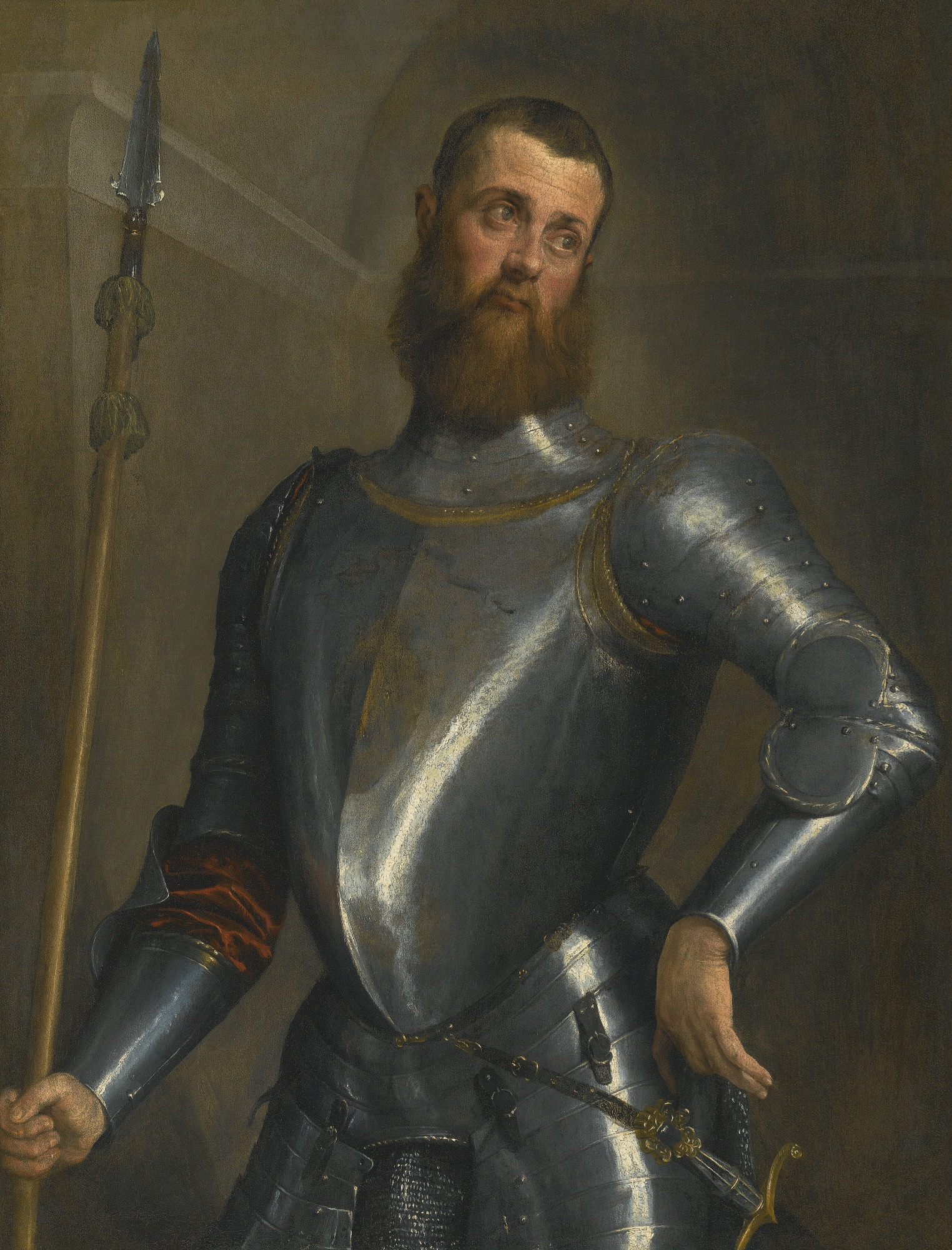
『紳士の肖像』
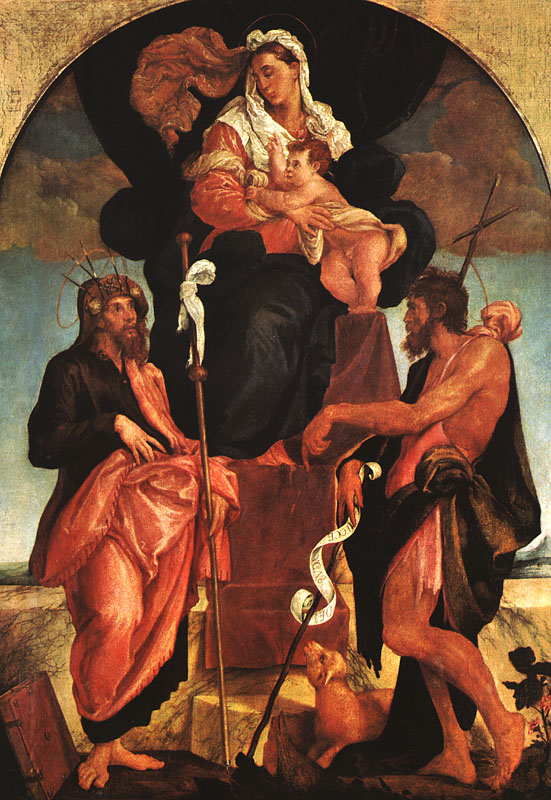
『聖母子と聖人たち』 アルテ・ピナコテーク所蔵
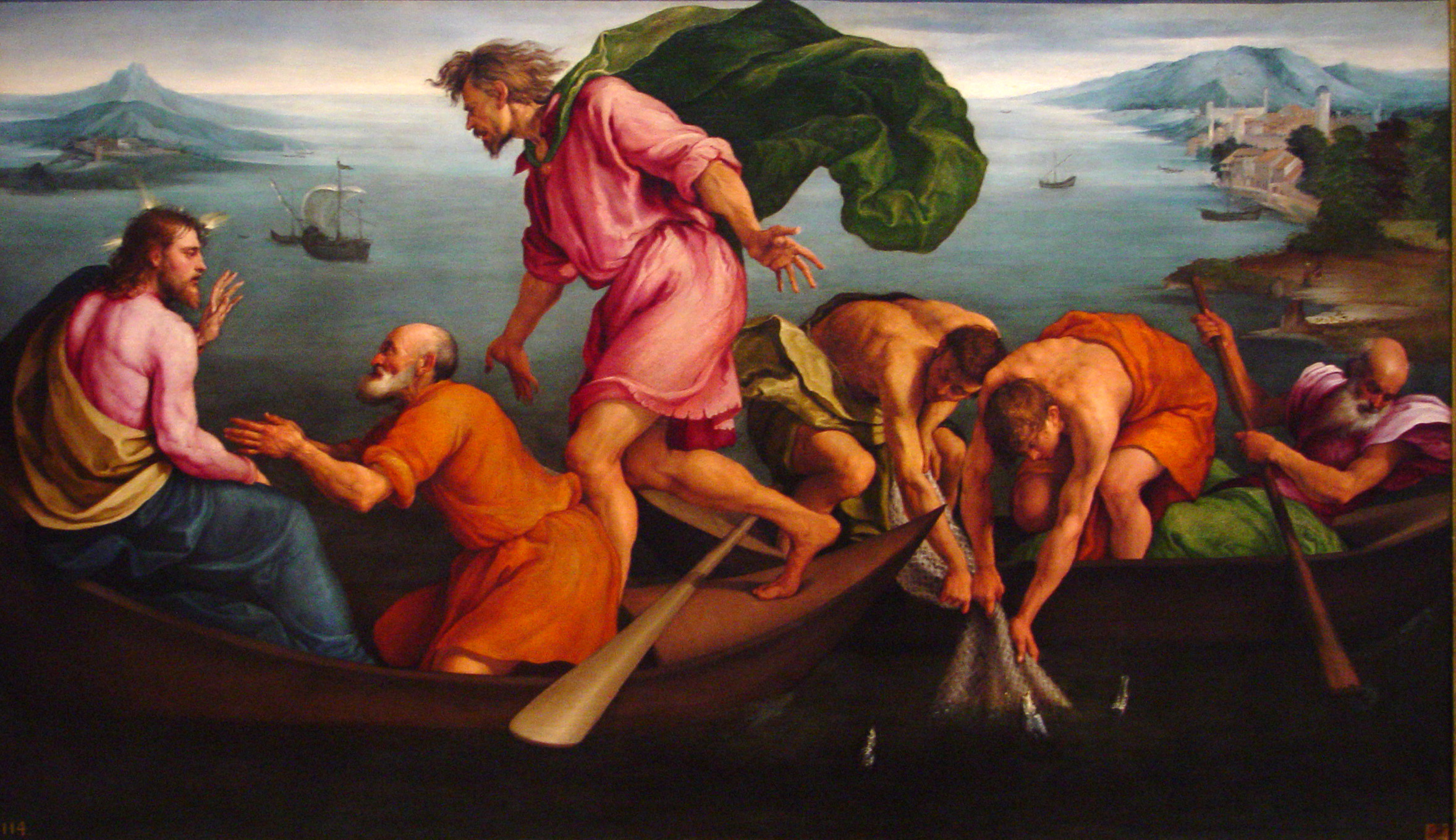
『奇跡の漁り』1545年頃 ワシントン・ナショナル・ギャラリー所蔵
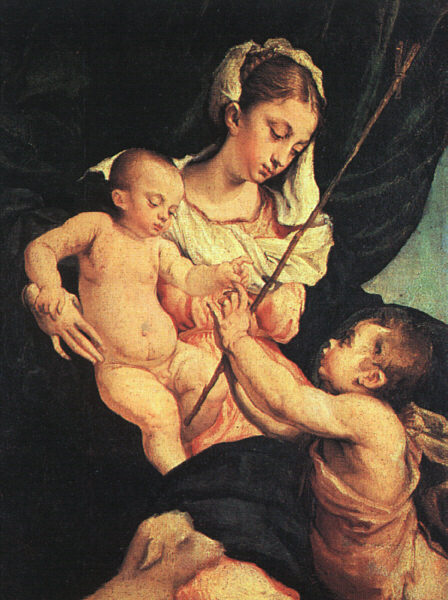
『聖母子と洗礼者ヨハネ』1570年 ウフィツィ美術館所蔵
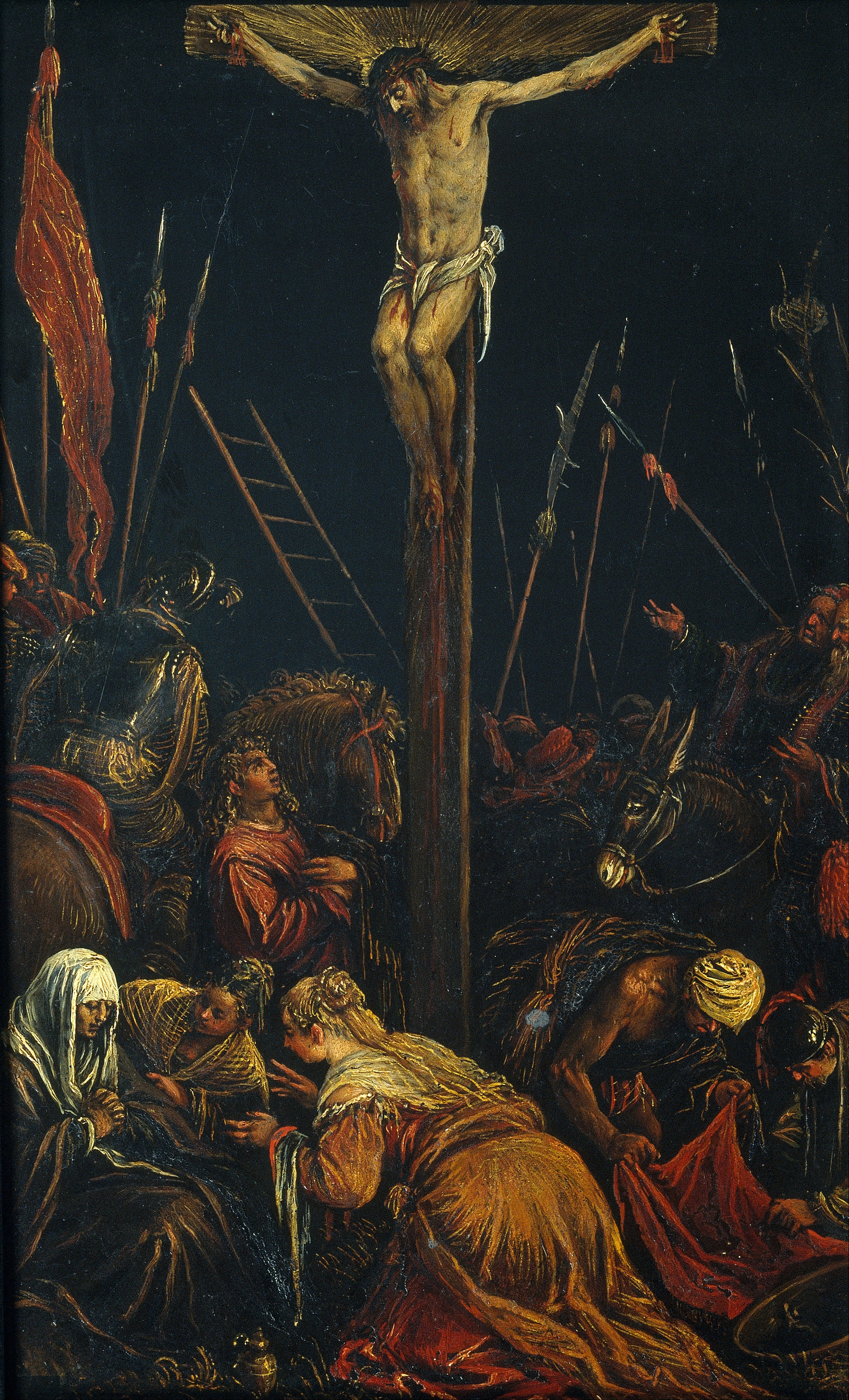
『ゴルゴダの丘』1575年頃 カタルーニャ美術館所蔵
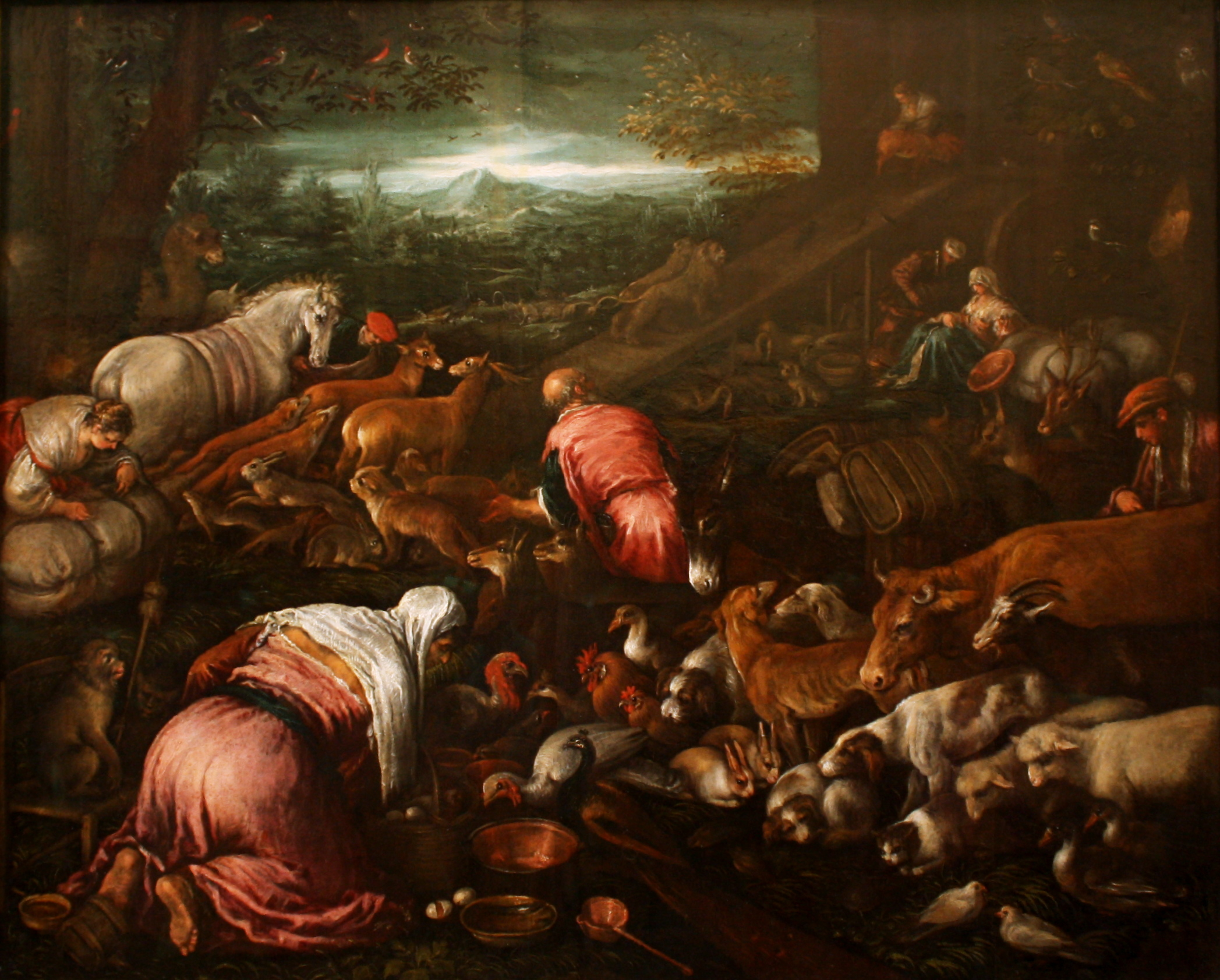
『動物たちの箱舟の乗船』1579年以降 ルーヴル美術館所蔵
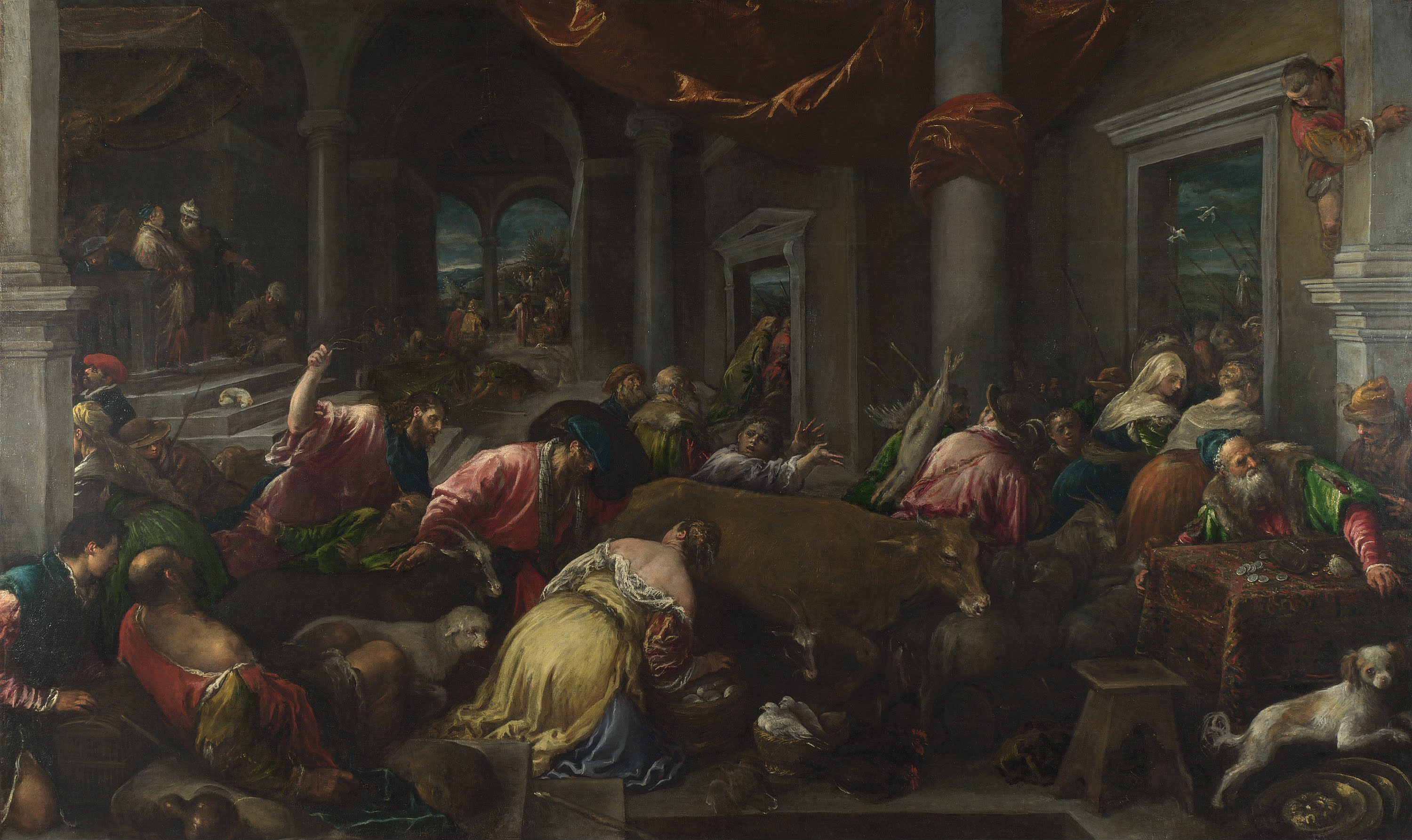
ヤコポ・バッサーノと工房作『神殿の清め』1580年頃 ロンドン・ナショナル・ギャラリー所蔵
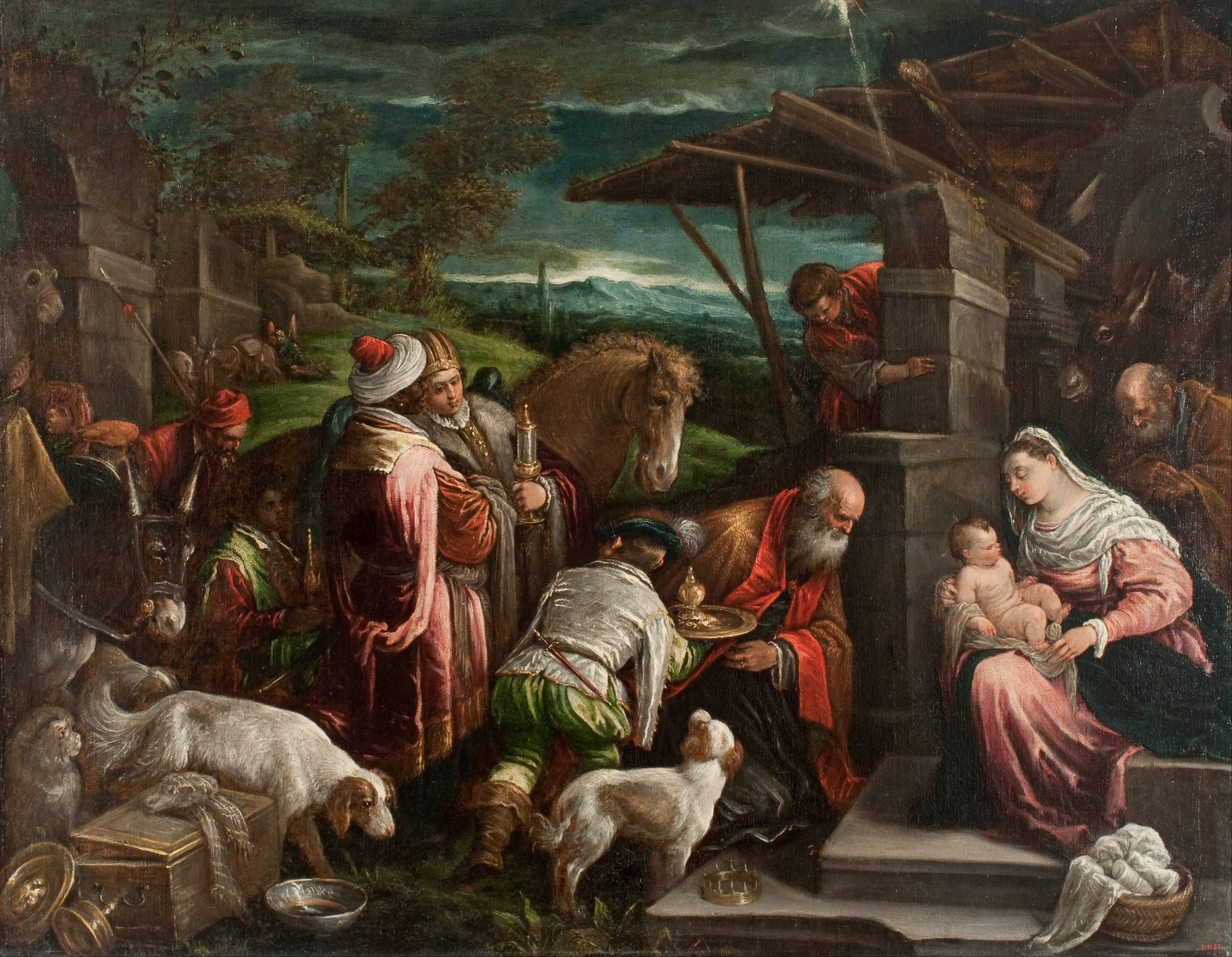
『三博士の礼拝』1575年頃-1580年頃の間 カタルーニャ美術館所蔵
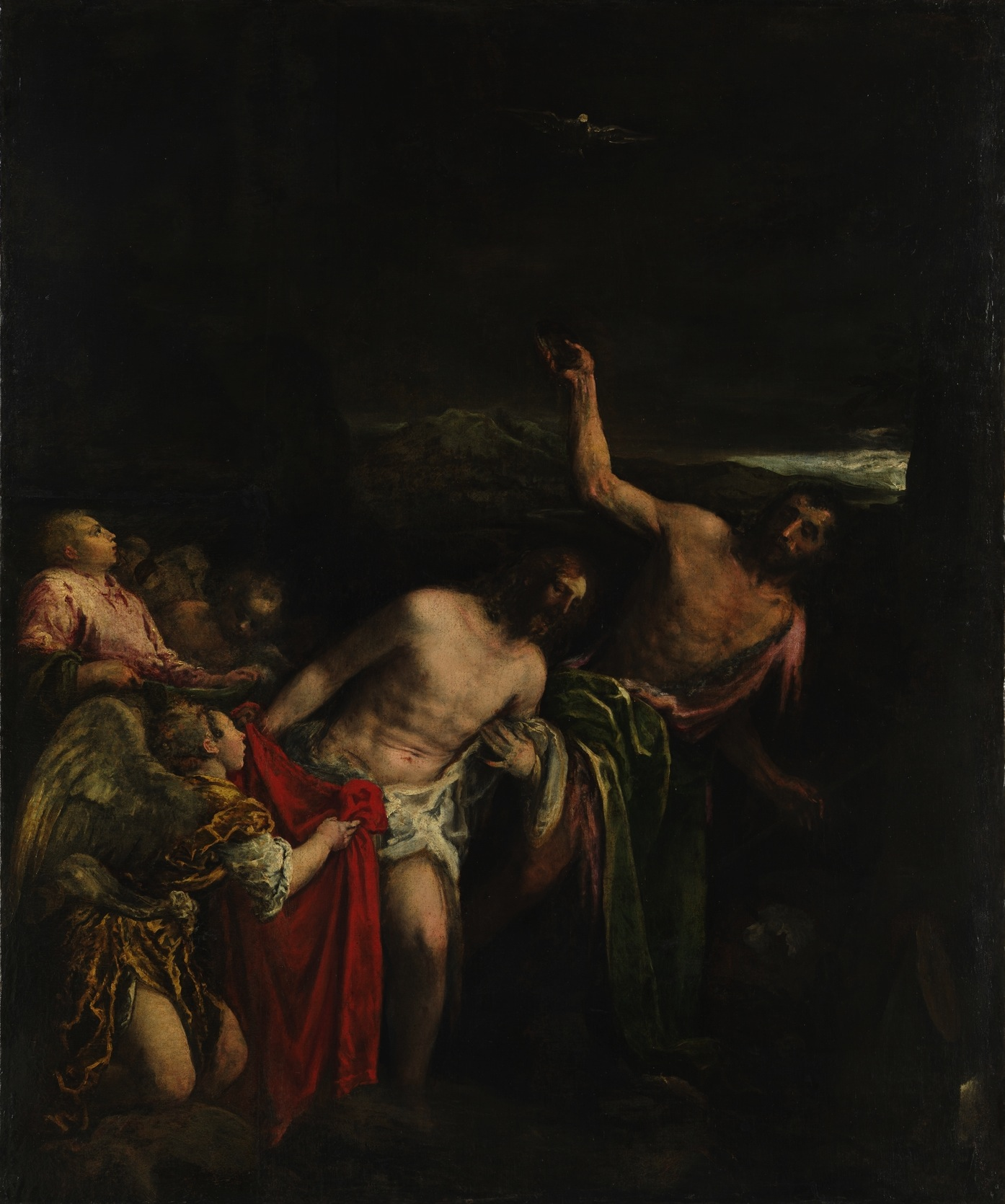
『聖母子と洗礼者ヨハネ』1592年 個人蔵

## 脚注

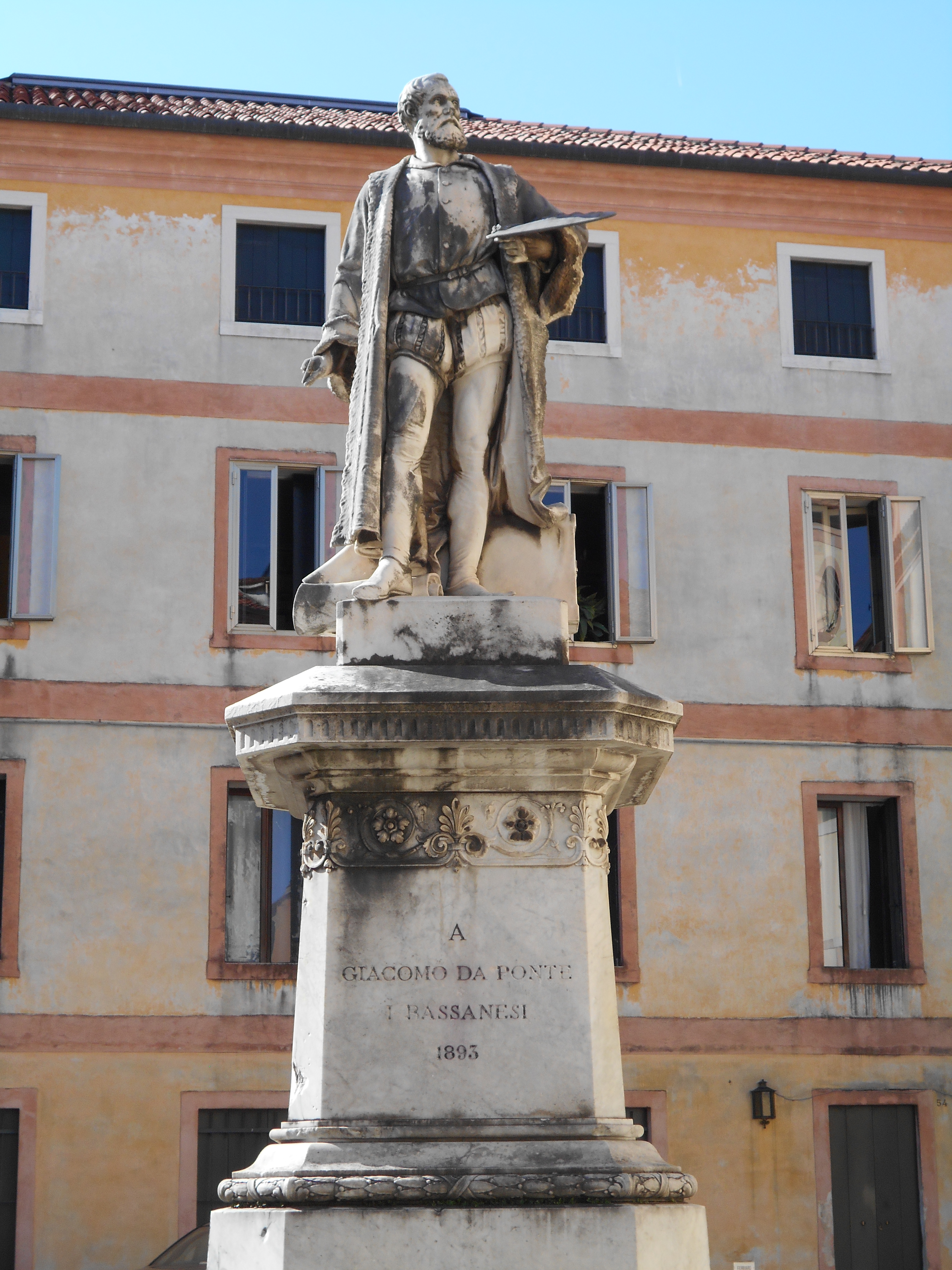
バッサーノ・デル・グラッパのヤコポ・バッサーノの記念碑。